# Mkhangeli Matomela
Mkhangeli Manford Matomela est un homme politique sud-africain qui représente le Congrès national africain (ANC) à l’Assemblée législative de la province du Cap-Oriental jusqu’en août 2013, date à laquelle il quitte l’Assemblée législative et le parti pour fonder le Mouvement pour la gouvernance du Royaume (en). Il est président de l’Assemblée législative provinciale du Cap-Oriental de 2004 à 2009 et membre du Conseil exécutif (MEC) du Cap-Oriental pour l’éducation de 2004 à 2007. Matomela se présente aux élections générales de 2014 en tant que candidat du Mouvement pour la gouvernance du Royaume, mais le parti ne remporte aucun siège.

## Carrière politique
Matomela est un représentant de longue date de l'ANC à l'Assemblée législative provinciale du Cap-Oriental. Il est président de l'Assemblée à partir de 1999  et, en mai 2004, le Premier ministre Nosimo Balindlela l'a nommé au Conseil exécutif du Cap-Oriental en tant que MEC pour l'éducation. Il démissionne du Conseil exécutif en janvier 2007, invoquant des raisons personnelles, et est remplacé au poste de MEC par Johnny Makgato. Il  continue à représenter l'ANC à l'Assemblée législative provinciale jusqu'en août 2013, date à laquelle il démissionne de l'Assemblée législative et du parti pour lancer le Mouvement pour la gouvernance du Royaume. Au moment de sa démission, il est président du Comité du portefeuille des finances de l'Assemblée législative.
Le Mouvement pour la gouvernance du Royaume est lancé à Bhisho le 22 août 2013, mais le Saturday Dispatch rapporte que Matomela prépare son lancement depuis environ un an auparavant. Matomela déclare que le parti s'inscrirait auprès de la Commission électorale pour participer aux élections générales de 2014, déclarant : « Je me sens limité au sein de l'ANC et j'ai pris la décision de ne pas faire campagne pour eux pour les prochaines élections, mais pour la politique du royaume prophétique ». L'ANC déclare que Matomela était parti « à l'amiable » et que le parti comprenait qu'il n'était pas un véhicule approprié pour les objectifs religieux de Matomela. Dingaan Myolwa a occupé le siège de Matomela à l'assemblée législative provinciale.
Lors des élections de 2014, Matomela se présente à la fois à l’Assemblée nationale et à l’Assemblée législative provinciale du Cap-Oriental, figurant en tête de la liste du Mouvement pour la gouvernance du Royaume à ces deux niveaux. Cependant, le parti ne remporte aucun siège dans aucune des deux législatures. Lors des élections locales de 2016, le parti s'est présenté aux sièges du conseil municipal de Mnquma, dans le Cap-Oriental.